# Peter Eich (Politiker)

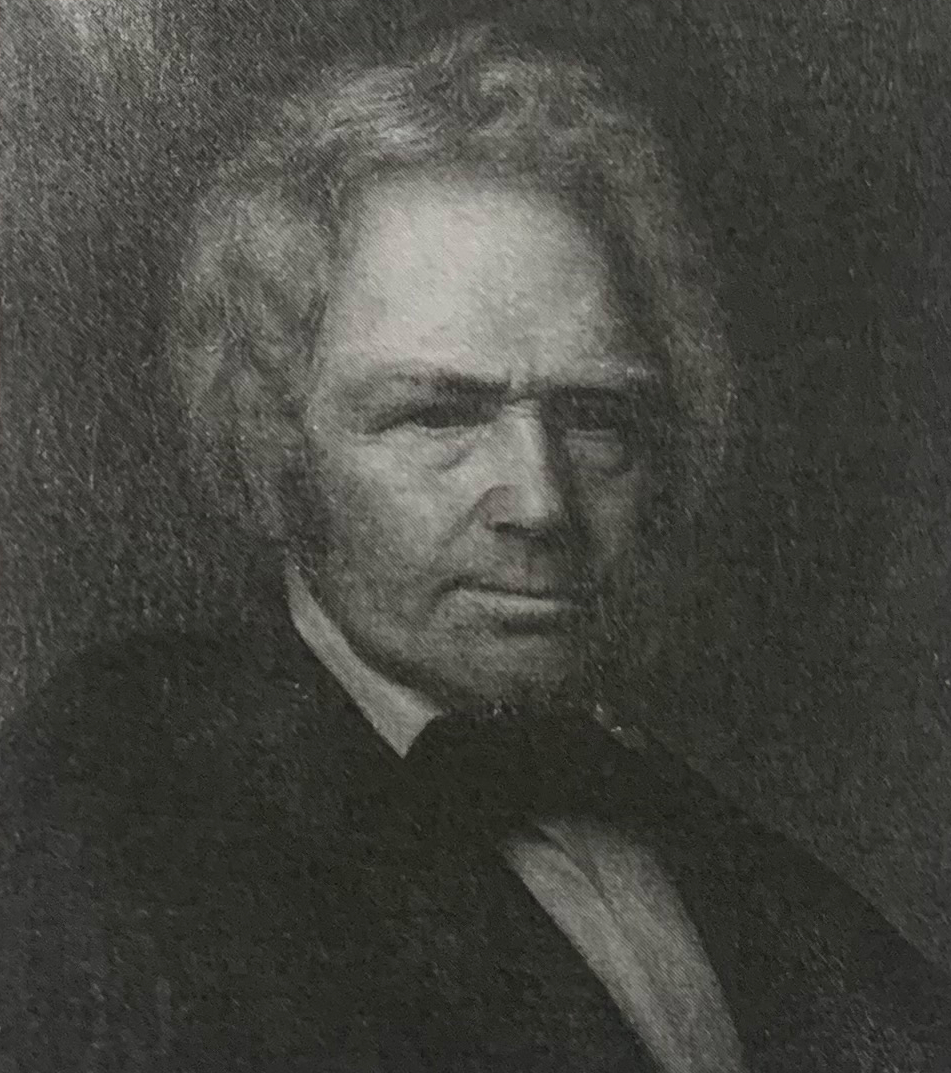
Peter Eich

Johann Peter Eich (getauft 6. Mai 1781 in Oberauel; † 13. Mai 1868 in Bödingen) war ein deutscher Gutsbesitzer und Politiker.

## Leben
Eich war der Sohn des Landwirts Friedrich Eych (* 1723 in Oberauel; † 29. August 1804 ebenda) und dessen Ehefrau Gertrud geborene Curtius († 6. Juni 1808 in Oberauel). Er war katholisch und heiratete am 8. Juli 1812 in Lauthausen Maria Josefa Henriette Schmitz (* 19. Dezember 1830 in Heistardburg; † 18. Juli 1904 in Bödingen). Carl Eich war ein gemeinsamer Sohn.
Eich besuchte die Klosterschule in Bödingen und machte danach eine Ausbildung zum Geometer. Von 1801 bis 1832 arbeitete er als Geometer und Katasterbeamter. 1817 erwarb er das Klostergut Bödingen. Im November 1817 wurde er Bürgermeister von Bödingen und blieb bis Februar 1847 in diesem Amt. Sein Sohn Carl wurde Nachfolger als Bürgermeister.
Von 1833 bis 1837 war er stellvertretender Abgeordneter und von 1841 bis 1845 Abgeordneter im Provinziallandtag der Rheinprovinz für den Stand der Landbevölkerung im Wahlkreis Siegburg/Waldbröhl (1837 wurde er als Stellvertreter einberufen und nahm am Landtag teil). Ab 1834 war er Mitglied der Kreisstände des Siegkreises und 1840 Abgeordneter bei der Huldigungsfeier in Berlin. 1842 wurde er mit dem Roter Adlerorden 4. Klasse ausgezeichnet.